# Fotoceramika
Fotoceramika, fotografia na porcelanie – technika fotografii na ceramice, polegająca na umieszczeniu obrazu fotograficznego na podłożu ceramicznym, a następnie na wypaleniu w wysokiej temperaturze. Używana była zwłaszcza do tworzenia trwałych wizerunków osób zmarłych, umieszczanych na ich nagrobkach, a także do ozdabiania zastawy stołowej i innych wyrobów ceramicznych. Pierwszy proces tego typu opracował w 1855 roku Pierre Michel Lafon de Camarsac. 

## Fotoceramika w Warszawie
W Warszawie pierwsze fotografie na ceramice wykonywał w 1860 roku wędrowny fotograf, o czym prasa pisała: z wielką zręcznością wszelkie fotografje z portretów i krajobrazów przenosi i wykańcza na porcelanie, emalji i szkle, kości słoniowej. Tym sposobem dziś już z łatwością na filiżankach i t.d. można mieć portret miłych nam osób. 
Miejscowi fotografowie zaczęli wytwarzać je nieco później: w 1864 r. Michał Maurycy Trzebicki, a w 1865 r. zakład Karola Beyera. Z tego drugiego pochodzą najstarsze znane polskie przykłady wykorzystania tej techniki. Są to trzy zdjęcia ze zbiorów Muzeum Historycznego m.st. Warszawy: jedna fotografia grupowa, przedstawiająca rodziny Beyerów, Hauszyldów i Krysińskich (1864) oraz dwa autoportrety Beyera (1865-1867). Sam Beyer nie widział przyszłości w fotografii na ceramice; w liście do Michała Greima pisał: Z góry więc mówię, fotogr. na porcelanie się nie opłaci, a co najważniejsze, że trzeba być zręcznym malarzem na porcelanie, aby umieć swoją robotę wyretuszować, aby tego widać nie było. Tego ostatniego nie potrafiłem i dałem pokój – dołożywszy masę pieniędzy.

## Współcześnie
Z czasem technika fotografii na porcelanie ulegała zmianie. Współcześnie wykorzystuje się fotografię cyfrową, przy czym nadal dla uzyskania odpowiedniej trwałości niezbędne jest wypalanie w wysokiej temperaturze.